# Hyperkaliæmi
Hyperkaliæmi betegner en tilstand, hvor blodets indhold af kalium overstiger normalområdet. Ved hyperkaliæmi er kaliumkoncentrationen over 5 mmol/l.

## Årsager

### Nedsat udskillelse af kalium gennem nyrerne
Normalt udskiller nyrerne kalium. Ved visse tilstande kan denne udskillelse nedsættes førende til en forhøjet koncentration af kalium i blodet. 
- Lægemidler: Kaliumbesparende diuretika, ACE-hæmmere, NSAID, beta-blokkere, angiotensin II-receptorantagonister
- Nedsat nyrefunktion
- Urinvejsobstruktion
- Primær Binyrebarkinsufficiens (morbus addison): sygdom med destruktion af binyrebarken, så produktion af aldosteron nedsættes  (aldosteron øger normalt kaliumudskillelsen)
- Hypoaldosteronisme (nedsat aldosteronproduktion)

### Øget frigivelse af kalium fra cellerne
Kalium findes primært i kroppen inde i cellerne. En række tilstande kan ødelægge cellerne, så kalium slipper ud i blodbanen.
- Gastrointestinal blødning: Dvs. blødning fra mavetarmkanalen.
- Rhabdomyolyse
- Hæmatomer
- Metabolisk acidose
- Coma diabeticum
- Lægemidler: succinylkolin

### Øget indtag
Dette ses praktisk talt kun ved et øget indtag af kalium fx ved intravenøs administration kaliumholdige væsker hos en patient med nedsat nyrefunktion.

### Pseudohyperkaliæmi
En tilstand hvor man i blodprøven måler en falsk forhøjet kalium uden, at kalium ret faktisk er forhøjet. Kan skyldes hæmolyse i blodprøveglasset, for langvarig stase ved blodprøvetagningen, udtalt trombocytose og leukocytose.

## Symptomer
Ofte ses der først symptomer ved kalium > 6,5 mmol/l.
Der ses symptomer fra hjertet og nervesystemet, idet kalium har betydning for cellens hvilemembranpotentialet, der er afgørende ledningsevne. 
Symptomer fra hjertet: Der er risiko for hjertestop når kalium > 7  mmol/l. EKG-forandringer: Teltformede T-takker, forlænget PQ-interval, breddeøgede QRS-komplekser, ST-depression, uregelmæssig bradykardi. 
Symptomer fra nervesystemet: Træthed, kraftesløshed evt. slappe symmetriske pareser startende perifert. Nedsat tarmmotilitet.

## Behandling
Behandlingen af hyperkaliæmi afhænger af kaliumkoncentrationen. Man kan anvende en trinvis raket, hvor man for hvert trin tillægger ydereligere tiltag:
- Trin 1: Kalium > 5,0: Ophør med evt. medicin, der påvirker kaliumkoncentration. Stop eventuelle infusionsvæsker med kalium.
- Trin 2: Kalium > 5,5: Man øger diuresen og dermed kaliumudskillelsen med loop-diuretika. 40-250 mg afhængig af nyrefunktionen, virker efter ½-1 timer, effekten varer et par timer, kan gentages p.n. (efter behov). Giv fx i.v. (intravenøs) furosemid 80 mg) og hæng isotonisk NaCl op.
- Trin 3: Kalium > 6,0: Man giver kaliumfrie resiner (resonium-natrium) p.o. (peroralt) eller rektalt. Disse stoffer binder kalium, så kalium fjernes. Vil man undgå natriumtilførsel (ved nyresygdom) gives resonium-calcium.

Stofferne kan gentages med 1-2 timers mellemrum ved kalium > 7 mmol/l. Virker efter 1-2 timer, varer få timer.  
Ved kalium over 6,0 skal patienten desuden overvåges med telemetri, som er en kontinuerlig EKG-overvågning, så man kan holde øje med om patienten udvikler EKG-forandringer.
- Trin 4: Kalium > 6,5: 100 ml I.v. glukose med hurtigt virkende insulin: Insulin stimulerer natrium-kalium-pumpen i cellemembranen, så kalium kommer ind i cellerne, hvorved koncentration af kalium i blodet falder. Infusion skal ske over ca. 15 min med 50 % glukose (500 g/liter) tilsat 16 enheder hurtigt virkende insulin (fx Actrapid(R)). Virker efter ½-1 time, varer 2-3 timer. Kan gentages ved behov.

Desuden skal patienten i telemetri.
- Trin 5: Kalium > 6,5 og tegn på ledningsforstyrrelse: Suppler med i.v. calciumglubionat 10 ml (Calcium-Sandoz® 0,22 mmol/ml). Gives over 1 min. og kan gentages indtil EKG-forandringerne svinder; virker antagonistisk med kalium på hjertet).

Eller calciumchlorid 5-10 ml.  
Virker indenfor 1-5 min. Virkningsvarighed ½-2 timer.
Evt. suppler med NaHCO3 45-90 mmol 84 g/l i.v. hurtigt. Giv 100 ml, 8,4%, intravenøst. Indgift over 5-10 minutter. Effekt inden for ½ time. Virkningsvarighed 2-3 timer. Forsigtighed ved samtidig lungestase. Man bør være tilbageholdende med denne behandling. 
Får kalium ind i cellerne.
Overvej hæmodialyse, der diplacerer K intracellulært. Sjældent nødvendigt med normal nyrefunktion.